# Andala
Andala er en grønlandsk tegneseriefigur skabt af Nuka K. Godtfredsen. Andala er Grønlands svar på Georg Gearløs.
Nuka modtog i 2002 den grønlandske Aron-pris for tegneserien.
Igennem fire år har striberne med Andala været bragt ugentligt i den grønlandske avis Sermitsiaq.
Andalas bedrifter er samlet i to hæfter. Seneste hæfte udkom i farver i efteråret 2006 på forlaget BIOS